# Ribeirão da Onça
Ribeirão da Onça är ett vattendrag i Brasilien.   Det ligger i delstaten Santa Catarina, i den södra delen av landet, 1 300 km söder om huvudstaden Brasília.
I omgivningarna runt Ribeirão da Onça växer i huvudsak städsegrön lövskog. Runt Ribeirão da Onça är det ganska tätbefolkat, med 207 invånare per kvadratkilometer.